# Бёфламот

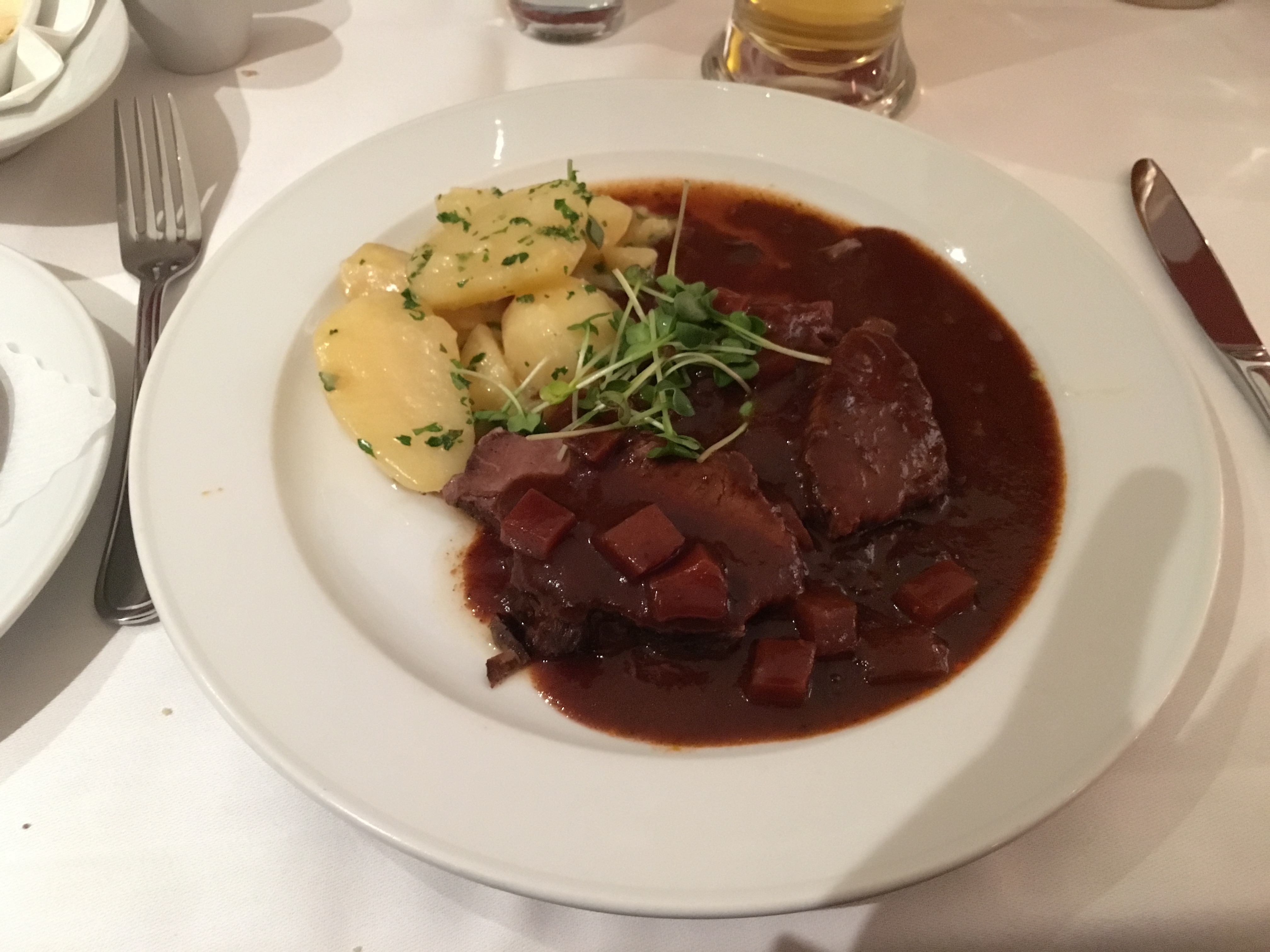
Бёфламот, сервированный с отварным картофелем

Бёфламот(т) (нем. Böfflamot(t), от фр. bœuf à la mode — букв. «говядина по-модному») — традиционное, ныне несколько забытое мясное блюдо баварской кухни, тушёная говядина, обычно лопатка, предварительно маринованная в красном вине. Похожее немецкое блюдо — зауэрбратен. По выражению Альфонса Шубека, бёфламот — кулинарное последствие одной из многочисленных французских оккупаций Баварии. Название блюда было адаптировано баварским диалектом во времена Наполеона, когда говядина только входила в моду у дворянства в качестве мясного блюда. По прусской версии, бёфламот появился в королевстве с гугенотами.
Маринад для бёфламота готовят из красного вина, которым погашают карамелизированную в кастрюле сахарную пудру, или заваривают с суповой зеленью и пряностями (лавровым листом, можжевеловой ягодой, гвоздикой и перцем), иногда с добавлением винного уксуса. Говядину для бёфламота маринуют в течение 2—6 дней. Перед тушением мясо промокают от маринада и быстро обжаривают на топлёном сливочном или растительном масле, чтобы «запечатать» внутри мясной сок. Бёфламот тушат со шпигом в маринаде в течение нескольких часов под крышкой в духовом шкафу. Соус для бёфламота готовят на основе процеженного оставшегося после тушения сока с мукой. Перед подачей мясо разрезают на порционные ломтики и по традиции сервируют с картофельными или хлебными клёцками и тушёной краснокочанной капустой.
В знаменитой кулинарной книге «Подарок молодым хозяйкам» Е. И. Молоховец приводит сходный рецепт boeuf a la mode и рекомендует такое блюдо в качестве «дорожной говядины», которую можно брать в дорогу даже летом: «она не портится и очень вкусна, хорошо подавать её как закуску».